# Flächensensor
Als Flächensensor bezeichnet man ein Funktionsprinzip von Bildsensoren für Digitalkameras; er wird ausschließlich in One-shot- und Three-Shot-Kameras verwendet.

## Funktionsprinzip

### One-Shot-Sensoren
One-Shot-Sensoren registrieren gleichzeitig die drei Grundfarben der additiven Farbmischung (Rot, Grün und Blau).
Der Chip kann an sich aber nur hell oder dunkel, nur schwarz oder weiß sehen. Daher wird jeweils 1 Filter für rot, 1 Filter für grün und 1 Filter für blau benötigt, damit die Sensoren die Farben erkennen können. Es bleibt von einem 6 Megapixel Sensor also nur ein 2 Megapixel Farbsensor übrig. Die restliche Bildinformation wird errechnet (interpoliert), liegt aber nicht wirklich vor. Dadurch ergeben sich Moiré- und Farbprobleme, denn die Interpolation hat ihre Tücken.

### Three-Shot-Sensoren
Three-Shot-Sensoren nehmen die Farbwerte für Rot, Grün und Blau nacheinander auf, wobei jeweils ein anderer Farbfilter verwendet wird. Dadurch wird eine Interpolation vermieden.

## Spezielle Konstruktionen
Eine besondere, heute jedoch nicht mehr verbreitete Bauweise stellen die One-Shot-Multi-Chip-Kameras dar, die jeweils einen CCD für eine Primärfarbe einsetzen, diese koppeln und so eine höhere Bildauflösung erzielen. Ein solches Dreichip-Modell war die digitale Spiegelreflexkamera Minolta RD-175 aus dem Jahr 1995 (effektive Auflösung: 1,75 Megapixel).

## Anwendungen
One-Shot-Kameras eignen sich für den alltäglichen Einsatz und lassen sich auch vergleichsweise preisgünstig herstellen.
Three-Shot-Kamera werden als hochwertige Studiokameras verwendet, die Motive müssen aufgrund der mehrphasigen Bildabtastung jedoch unbewegt sein.

## Typen
Es existieren im Wesentlichen zwei verschiedene Flächensensor-Typen:
- Der CCD-Sensor und
- der CMOS-Sensor.